# 普列庫萊 (拉脫維亞)
普列庫萊是拉脫維亞的城鎮，位於該國西南部，距離首都里加200公里，海拔高度65米，面積5.4平方公里，該鎮的信義宗教堂在1680年建成，2010年人口2,441。